# Giacomo Quarenghi

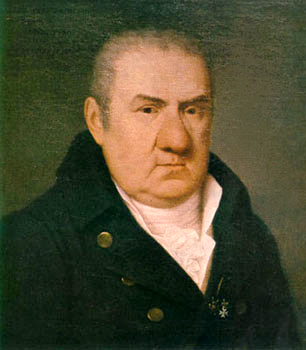
Giacomo Quarenghi

Giacomo Quarenghi, född 20 eller 21 september 1744 i Bergamo i Italien, död 2 mars 1817 i Sankt Petersburg i Ryssland, var en italiensk arkitekt. Han studerade måleri för bland annat G. Reggi, Giovanni Battista Tiepolo och Paolo Vincenzo Bonomini. Han flyttade sedan till Rom och studerade för Anton Raphael Mengs. I Rom blev Quarenghi intresserad av arkitektur och började studera arkitektur under S. Poudo. Quarenghi arbetade både i Italien och England. 
När han var 30 år blev han 1779 inviterad av Katarina den stora av Ryssland. Han åkte med sin familj till Ryssland där han stannade fram till sin död. År 1805 blev han invald i Sankt Petersburgs akademi för konst. Som arkitekt i Ryssland blev han den mest berömda under 1700-talet. 
När Gustav III och Curt von Stedingk var på besök i Ryssland lärde de båda känna Quarenghi under slutet av 1700-talet och när von Stedingk senare ville bygga herrgården Elghammar i Södermanland lät han sin vän Quarenghi rita Elghammar som sedermera tolkades av arkitekten Fredrik Blom som lät uppföra det mellan 1808 och 1809. Herrgården stod färdig 1820 i sin s. k. petersburgska stil. 
Quarenghis byggnadsverk i St Petersburg:
- 1782-83 - Kollegiet för främmande affärer
- 1782-87 - St Mary's sjukhus i Pavlovsk
- 1783-84 - Bezborodkogården i Poljustrovo
- 1783-87 - Eremitageteatern
- 1783-89 - Ryska akademin för vetenskapen
- 1783-89 - Bankbyggnaden vid Sadovajagatan
- 1784-87 - Silverbänken vid Nevskij prospekt
- 1787-92 - Raphaels Loggia i Vinterpalatset
- 1789-96 - Huvudapoteket vid Millionajagatan
- 1784-86 - Saltikovhuset
- 1788-90 - Vietinghoffhuset
- 1790 -    Jusupovhuset vid Sadovajagatan
- 1791 -    Klocktornet vid Vladimirskajakyrkan
- 1792-96 - Alexanderpalatset
- 1797-00 - Malteserkapellet vid Vorontsovpalatset
- 1803-05 - St Mary's sjukhus för de fattiga
- 1804-07 - Katarinainstitutet
- 1803-09 - Det kejserliga kabinettet vid Anitjkovpalatset
- 1806-08 - Smolnijinstitutet, en flickskola för de rika
- 1804-07 - Hästakademin vid St Isaactorget
- 1814 -    Narva Triumfbåge
- 1814-16 - Engelska kyrkan